# William Harvell
William Harvell, né le 25 septembre 1907 à Farnham et mort le 13 mai 1985 à Portsmouth, est un coureur cycliste britannique. 

## Biographie
En 1932, il remporte une médaille de bronze aux Jeux olympiques de Los Angeles, lors de la poursuite par équipe avec Charles Holland, Ernest Johnson et Frank Southall. Il termine également 4e du kilomètre et 19e de la course sur route.

## Palmarès

### Jeux olympiques
- Los Angeles 1932
  -  Médaillé de bronze de la poursuite par équipe (avec Charles Holland, Ernest Johnson et Frank Southall)

### Jeux du Commonwealth
- Londres 1934
  -  Médaillé de bronze du 10 miles

### Championnats nationaux
- 1933
  -  Champion de Grande-Bretagne de poursuite par équipes (avec Ray Cleal, Norman Barnes et Ernie Holmwood)